# Bromelia chrysantha
Bromelia chrysantha är en gräsväxtart som beskrevs av Nikolaus Joseph von Jacquin. Bromelia chrysantha ingår i släktet Bromelia och familjen Bromeliaceae. Inga underarter finns listade i Catalogue of Life.